# Titularbistum Cana
Cana ist ein Titularbistum der römisch-katholischen Kirche.
Es geht zurück auf einen früheren Bischofssitz in der antiken Stadt Kana, die sich in der kleinasiatischen Landschaft Lykaonien in der heutigen südlichen Türkei befand. Das Bistum gehörte der Kirchenprovinz Iconium an.
| Titularbischöfe von Cana |                                   |                                                      |                    |                    |
| Nr.                      | Name                              | Amt                                                  | von                | bis                |
| 1                        | Gaetano Malchiodi                 | Apostolischer Vikar von Loreto (Italien)             | 25. Januar 1935    | 26. Januar 1960    |
| 2                        | Felicissimo Stefano Tinivella OFM | Koadjutorbischof von Turin (Italien)                 | 11. September 1961 | 18. September 1965 |
| 3                        | Giacomo Giuseppe Beltritti        | Koadjutorpatriarch von Jerusalem (Palästina, Israel) | 21. September 1965 | 25. November 1970  |